# Річард Маккрірі
Сер Річард Маккрірі (англ. Sir Richard McCreery; нар. 1 лютого 1898, Маркет-Гарборо — пом. 18 жовтня 1967, Темплком, Сомерсет) — британський воєначальник, генерал британської армії. Учасник Першої та Другої світових воєн.

## Біографія
Річард Маккрірі народився 1 лютого 1898 року в містечку Маркет-Гарборо в родині Волтера Адольфа Маккрірі з Білтон-Парку, Регбі, американця швейцарського походження, і Емілії Макадам, праправнучки шотландського інженера Джона Макадама. Навчався в Білтон-Грінді, підготовчій школі Сент-Майкла у Вестгейт-он-Сі та коледжі Ітона. Через шість місяців після початку Першої світової війни Маккрірі склав вступний іспит до Королівського військового коледжу в Сандгерсті. Закінчив навчальний заклад на 12 місці з 212 абітурієнтів.
11 серпня 1915 року Маккрірі був призначений до 12-го уланського полку другим лейтенантом. Але замість того, щоб приєднатися до свого полку у Франції був відправлений до 6-го резервного кавалерійського полку в Дубліні для подальшого навчання кавалерійській тактиці. У січні 1916 року прибув на Західний фронт у Франції. У квітні 1917 року брав участь у битві при Аррасі, де був важко поранений у праве стегно. Ледве уникнув ампутації ноги, але втратив два пальці та частину інших. Йому довелося знову навчитися ходити і їздити на конях, і в нього залишилася виражена кульгавість на все життя.
11 вересня 1918 року, після тривалого лікування та реабілітації, Маккрірі повернувся до свого полку на фронті. Брав участь у бойових діях 4-ї армії під час Стоденного наступу. З бойові заслуги під час бою, що стався 9 листопада, був відзначений Військовим хрестом.
У післявоєнний час залишився служити в британській армії, у грудні 1921 року Маккрірі був призначений ад'ютантом свого полку. З 1928 до 1929 року він навчався у штабному коледжі в Камберлі. Його однокурсниками були Джерард Бакнейл, Джеральд Темплер, Александр Камерон, Александр Галловей, Джон Гардінг, Філіп Грегсон-Елліс та Гордон Макміллан, а викладачами були Річард О'Коннор, Бернард Пейджет, Генрі Пойналл, Гарольд Франклін та Бернард Монтгомері. Після завершення навчання був призначений начальником штабу 2-ї кавалерійської бригади, а в 1935 році став командиром свого полку.
Через кілька місяців після початку Другої світової війни, у травні — червні 1940 року Маккрірі брав участь у битві за Францію, наприкінці якої командував 2-ю бронетанковою бригадою 1-ї бронетанкової дивізії, що билася пліч-о-пліч з французьким генералом Шарлем де Голлем. У грудні 1940 року британський воєначальник став командиром новоствореної 8-ї бронетанкової дивізії. Потім служив на Близькому Сході, був штабним офіцером у Клода Окінлека та Гарольда Александера.
У липні 1943 року Маккрірі отримав командування 8-м корпусом у Сполученому Королівстві. У серпні 1943 року, після капітуляції армії Осі в Тунісі, став командиром 10-го корпусу, який готувався взяти участь в Італійській кампанії. У вересні 1943 року 10-й корпус, який тепер перебував у підпорядкуванні командувача 5-ї американської армії генерала Марка Кларка, зіграв ключову роль у Салернській десантній операції. Потім бився в центральній Італії, з боями долаючи німецькі оборонні рубежі та досягнув річки Гарільяно наприкінці 1943 року. Надалі бився на Зимовій лінії, в битві за Монте-Кассіно. 4 червня 1944 року війська корпусу визволили Рим.
31 грудня 1944 року Маккрірі взяв на себе командування 8-ю армією від генерал-лейтенанта Олівера Ліза після невдачі того з проривом німецької Готичної оборонної лінії. Весною 1945 року 8-ма британська та 5-та американська армія генерала Лучіана Траскотта розпочали стратегічну наступальну операцію в Північній Італії проти групи армій «C» генерал-полковника Г. фон Фітингофа, яка завершилася перемогою союзників та полоненням майже мільйону німецьких солдатів.
Після розгрому німецького вермахту та капітуляції Німеччини Маккрірі перебував у посаді командувача британськими окупаційними силами в Австрії та представником Великої Британії при союзній комісії з Австрії. Маккрірі займав цю посаду з липня 1945 по березень 1946 року. З 1946 по 1948 рік Маккрірі призначений головнокомандувачем Британської Рейнської армії після фельдмаршала Монтгомері.
У 1948—1949 рр. Маккрірі був представником британської армії у Воєнному комітеті при ООН. З 1949 року — у відставці.